# Koldskål

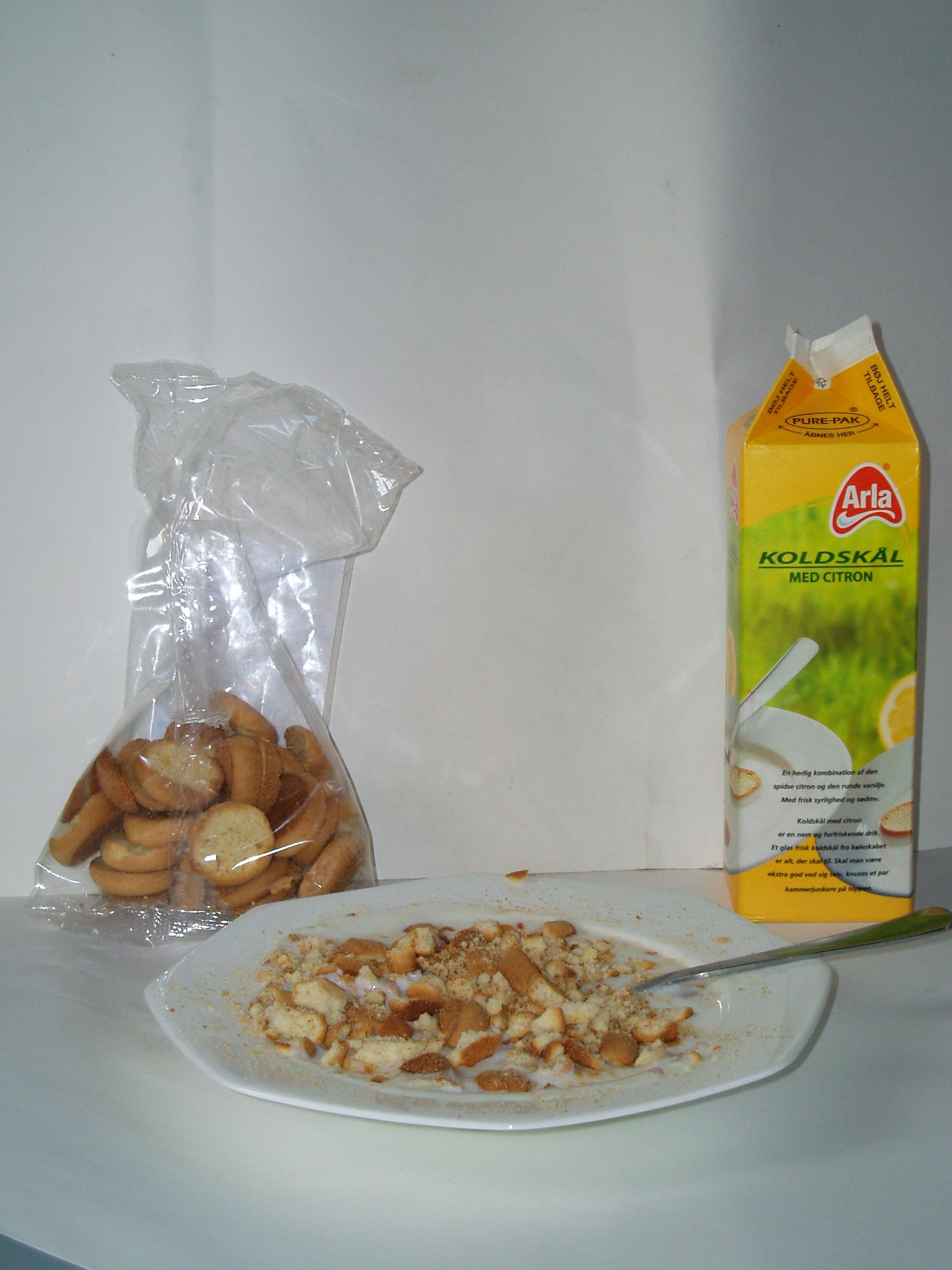
Koldskål com biscoitos

Koldskål ou kærnemælkskoldskål é uma bebida ou sopa típica da culinária da Dinamarca, feita à base de leitelho e de combinações dos seguintes ingredientes: ovos, açúcar, natas e/ou outros produtos lácteos, baunilha e limão. Teve origem no início do século XIX, numa altura em que o leitelho começou a ser comum na Dinamarca. É consumida actualmente sobretudo no Verão, como sobremesa ou como merenda. Desde 1979, existem diversas variantes à venda, já prontas, no mercado dinamarquês.

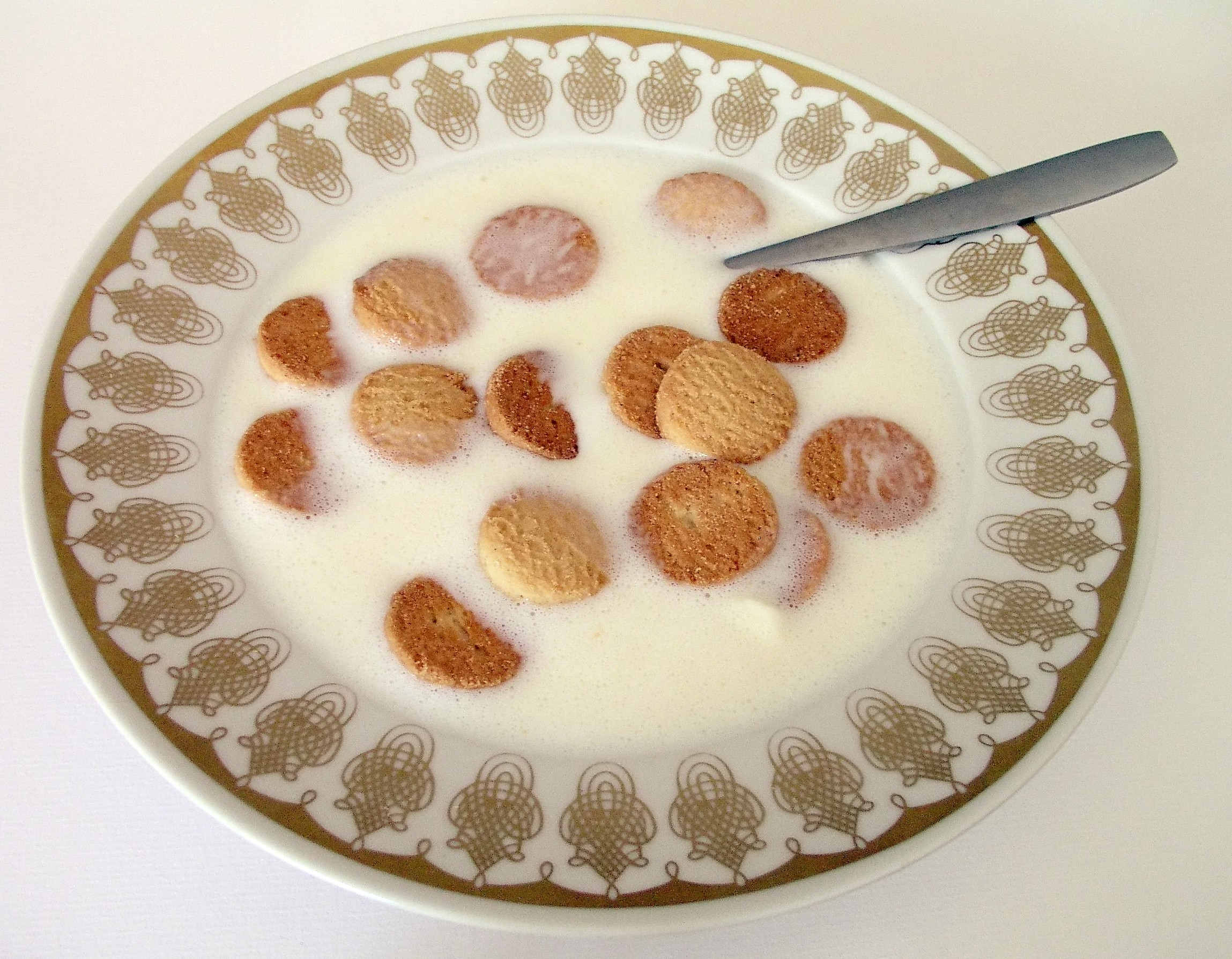
Koldskål com bolachas

O nome koldskål referia-se, no passado, a uma bebida ou sopa doce preparada com cerveja ou vinho e frutos, com licor ou sumo de limão. A receita respectiva encontra-se em livros de receitas dinamarqueses datando do século XVIII, mas já não é usada.
O kærnemælkskoldskål é tradicionalmente servido com biscoitos ou bolachas, como por exemplo as conhecidas como kammerjunkere.
O seu consumo relaciona-se marcadamente com as condições meteorológicas. Duas semanas de bom tempo podem duplicar a procura de koldskål: na semana 24 de 2007, durante o Verão, foram produzidos 1,2 milhões de litros de koldskål (correspondendo a um pouco mais de 2 dl por cada dinamarquês) e só desceu para metade passadas 3 semanas.